# ФК Левадия
ФК „Левадия Талин“ (на естонски: FC Levadia Tallinn) е естонски футболен отбор от столицата Талин. Официално клубът е основан през 1998 г. От 1999 г. отборът играе в Мейстрилийгата, най-високото ниво на естонския клубен футбол. Домакинските си мачове играе на стадион „Кадриору“, който е с капацитет от 5000 седящи места.

## Рекорди
ФК „Левадия Талин“ е първият отбор в света, който след влизане от второто ниво в първото ниво на футбола в своята страна веднага прави требъл като печели трите най-престижни купи (шампион, купата и суперкупата) плюс четвъртия трофей купата на лигата.

## Предишни имена
- 22 октомври 1998 – ФК „Левадия“ Маарду
- 29 декември 2003 – 5 декември 2017 – ФК „Левадия“ Талин
- от 6 декември 2017 – ФКИ Левадия[1]

## Успехи
- Мейстрилийга
  -  Шампион (11): 1999, 2000, 2004, 2006, 2007, 2008, 2009, 2013, 2014, 2021, 2024
  -  Второ място (11): 2002, 2005, 2010, 2012, 2015, 2016, 2017, 2018, 2019, 2022, 2023
  -  Бронзов медалист (3): 2001, 2003, 2020
- Купа на Естония
  -  Носител (10): (рекорд) 1999, 2000, 2004, 2005, 2007, 2010, 2012, 2014, 2018, 2023/24
  -  Финалист (2): 2002, 2025
- Суперкупа на Естония
  -  Носител (8): 1999, 2000, 2001, 2010, 2013, 2015, 2018, 2025
  -  Финалист (14): 2002, 2004, 2005, 2007, 2008, 2009, 2011, 2014, 2019